# Kromosom 17 (čovjek)
Kromosom 17 u kariotipu čovjeka je autosomni kromosom, sedamnaesti po redu po dimenzijama i broju nukleotida. Prema položaju centromere pripada submetacentričnim kromosomima. Sastoji se od 79 milijuna nukleotida što predstavlja između 2,5 i 3 % ukupne količine DNK u stanici.
Potvrđeno je da kromosom 17 sadrži oko 1200 gena, ali se pretpostavlja da ih ima oko 1500.
Broj polimorfizama jednog nukleotida (eng. Single Nucleotide Polymorphism - SNP) je oko 300 000.

## Geni kromosoma 17
Neki od važnijih gena kromosoma 17 jesu:
- ACADVL: acil-koenzim A dehidrogenaza, vrlo dugi lanac
- ACTG1: aktin, gama 1
- ASPA: aspartoacilaza
- BRCA1: gen vezan za rak dojke 1
- CBX1: kromobox homolog 1
- COL1A1: kolagen, tip I, alfa 1
- CTNS: cistinozin, lizosonski transporter cistina
- ERBB2
- FLCN: folikulin
- GALK1: galaktokinaza 1
- GFAP: fibrilarni protein glije
- KCNJ2: kalijev kanal, potporodica J, član 2
- MAPT
- MYO15A: miozin XVA
- NF1: neurofibromin 1
- NOG: Nogginov protein
- PMP22: periferni protein mijelina 22
- RPS6KB1 ili S6K: ribosomska protein S6-kinaza
- SHBG: globulin koji veže spolne hormone
- SLC4A1
- SLC6A4: transporter serotonina
- TMC6 i TMC8
- TP53: tumor suppressor protein p53
- USH1G: gen vezan za Usherov syndrome 1G
- RAI1: gen induciran retinoičnom kiselinom 1
- RARA ili bRAR-alfa: receptor retinoične kiseline
- RHBDF2
- GRB7: protein 7 vezan za receptor faktora rasta
- različiti CC kemokini: CCL1, CCL2, CCL3, CCL4, CCL5, CCL7, CCL8, CCL11, CCL13, CCL14, CCL15, CCL16, CCL18 i CCL23

## Bolesti vezane za kromosom 17
Poznat je sadržaj i raspored gena kromosoma 17 čije mutacije izazivaju niz nasljednih bolesti. Najvažnije bolesti vezane za mutacije na kromosomu 17 jesu:
- šećerna bolest
- galaktozemia
- Alexanderova bolest
- Canavanova bolest
- Charcot-Marie-Toothova bolest
- neurofibromatoza
- osteogenesis imperfecta
- Andersen-Tawilov sindrom
- Birt-Hogg-Dubéov sindrom
- Ehlers-Danlosov sindrom
- Li-Fraumenijev sindrom
- Miller-Diekerov sindrom
- Smith-Magenisov sindrom
- Usherov sindrom
- gluhoća
- rak dojke
- rak prostate.